# Guben
Guben (niedersorbisch und polnisch Gubin; von 1961 bis 1990 Wilhelm-Pieck-Stadt Guben) ist eine Kleinstadt im Landkreis Spree-Neiße in der brandenburgischen Niederlausitz. Die Stadt liegt an der Neiße, die hier die Grenze zwischen Deutschland und Polen bildet. Die östlich der Neiße gelegene Kernstadt wurde 1945 durch die Oder-Neiße-Linie abgetrennt, von der Sowjetunion unter die Verwaltung der Volksrepublik Polen gestellt und bildet seitdem die eigenständige Stadt Gubin in der Woiwodschaft Lebus in Polen.

## Geographische Lage
Guben liegt in der Niederlausitz im Südosten des Landes Brandenburg am westlichen Ufer der Lausitzer Neiße gegenüber der polnischen Stadt Gubin. Diese schmale Stelle des hochwassergefährdeten Neißetales, an der die Hochflächen im Osten und Westen nur etwa einen Kilometer voneinander entfernt sind, begünstigte in der Gründungszeit der Stadt den Warenverkehr. Die Stadt Cottbus liegt etwa 33 Kilometer südwestlich.
Die Hochflächen entstanden als Grundmoränen der Weichsel-Eiszeit, auf die im Westen (Kaltenborner Berge) und Osten (Gubener Berge) Endmoränen aufgesetzt sind. Die weitere Umgebung bedecken ausgedehnte Kiefernwälder mit zahlreichen Seen (beispielsweise dem Pinnower See). Die Höhe reicht von 41 bis 48 m NHN.

## Stadtgliederung
Die Stadt Guben gliedert sich in die folgenden Ortsteile (mit eigenem Ortsbürgermeister) mit ihren zugehörigen Wohnplätzen:
- Bresinchen (Brjazynka)
- Deulowitz (Dulojce)
- Groß Breesen (Brjazyna) mit den Wohnplätzen Am Weinberg (Pśi winicy) und Grunewald (Zeleny Gózd)
- Kaltenborn (Stuźonk) mit dem Wohnplatz Kuckucksaue
- Schlagsdorf (Sławkojce)

Zur Gubener Kernstadt gehören des Weiteren die Wohnplätze Altsprucke (Stary Sprugow), Neusprucke (Nowy Sprugow), Obersprucke, Reichenbach (Rychbach) und Sprucke (Sprugow) sowie die inoffiziellen innerstädtischen Stadtteile Altstadt Ost, Altstadt West und die Wohnkomplexe (WK) I, (WK) II und (WK) IV.

## Geschichte

Guben an der Lausitzer Neiße um die Mitte des 19. Jahrhunderts. Die Stadtkirche links befindet sich im heute polnischen Teil der Stadt.

### Ur- und Frühgeschichte
Bereits in der zweiten Hälfte des 19. und der ersten Hälfte des 20. Jahrhunderts wurden viele archäologische Funde in der Umgebung von Guben entdeckt, die oftmals durch Hugo Jentsch und Kollegen beschrieben und in den Niederlausitzer Mitteilungen der Niederlausitzer Gesellschaft für Anthropologie und Altertumskunde und der Zeitschrift für Ethnologie der Berliner Gesellschaft für Anthropologie, Ethnologie und Urgeschichte veröffentlicht wurden. Viele Funde wurden im Gubener Stadtmuseum der Öffentlichkeit vorgestellt, einige in Berlin (Goldschatz von Vettersfelde).
Aus der Gubener Umgebung sind Funde aus dem Altpaläolithikum und dem Mesolithikum (zum Beispiel 1997 bei Groß Breesen verschiedene Feuersteingeräte) bekannt. Zudem seltene Siedlungsfunde der Schnurkeramik aus dem ausgehenden Neolithikum und der folgenden Aunjetitzer Kultur der Frühbronzezeit. Für die Mittlere Bronzezeit lässt sich in der Niederlausitz auch die Hügelgräberkultur nachweisen, die von der Lausitzer Kultur gefolgt wird und mit der Billendorfer Kultur in die Eisenzeit übergeht. Gräber sind die häufigsten archäologischen Quellen, aber auch Depotfunde können vor allem in der Bronzezeit häufig beobachtet werden. Der wohl bekannteste Depotfund in der Niederlausitz ist der 1954 entdeckte Hortfund bei Bresinchen aus der Zeit der Aunjetitzer Kultur. Auch die archäologischen Grabungen im Vorfeld der Niederlausitzer Tagebaue haben zahlreiche neue Funde verschiedener Zeitstellungen erbracht. So konnten zwischen Guben und Forst verschiedene Gräber und Gräberfelder neuentdeckt werden sowie einzelne Spuren von Siedlungen, die weitere Aufschlüsse zur Besiedlung der Region und der Geschichte der Niederlausitz geben.

### Mittelalter

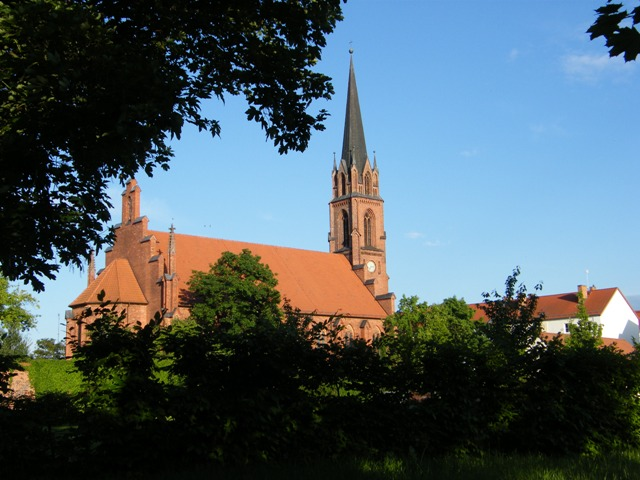
Klosterkirche

Erstmals erwähnt wird Guben 1033 als Handels- und Handwerkersiedlung sowie als Marktort an der Kreuzung der Fernstraßen von Leipzig nach Posen und von Görlitz nach Frankfurt (Oder). Anhand von Funden, wie etwa dem Depot von Guben/Bresinchen aus der Frühbronzezeit ist jedoch belegt, dass das Gebiet von Guben bereits um 1700 v. Chr. besiedelt war.
Die Siedlung am Ostufer der Neiße war durch den Neiße-Nebenfluss Lubst im Norden und Osten sowie Sümpfe im Süden geschützt. Die geographische Lage ist im Ortsnamen ablesbar (*gubina, altsorbisch für ‚Siedlung an der Mündung‘, vgl. guba, „Mund“). Am gegenüberliegenden westlichen Flussufer wurde 1157 im Zuge der deutschen Ostsiedlung ein Benediktiner-Nonnenkloster gegründet, bei dem die Klostervorstadt, das heutige Guben, entstand. Sie bestand bis 1564.
Am 1. Juni 1235 erhielt Guben als oppidum durch den Wettiner Heinrich den Erlauchten, Markgraf von Meißen, das Magdeburger Stadtrecht. Im gleichen Jahr wurde die Stadt bei einem Brand zerstört. Im Jahr 1309 wurde Guben das Recht zur Pfennigprägung verliehen; drei Jahre später erschien das Stadtwappen mit seinen drei Türmen erstmals auf einer Urkunde.

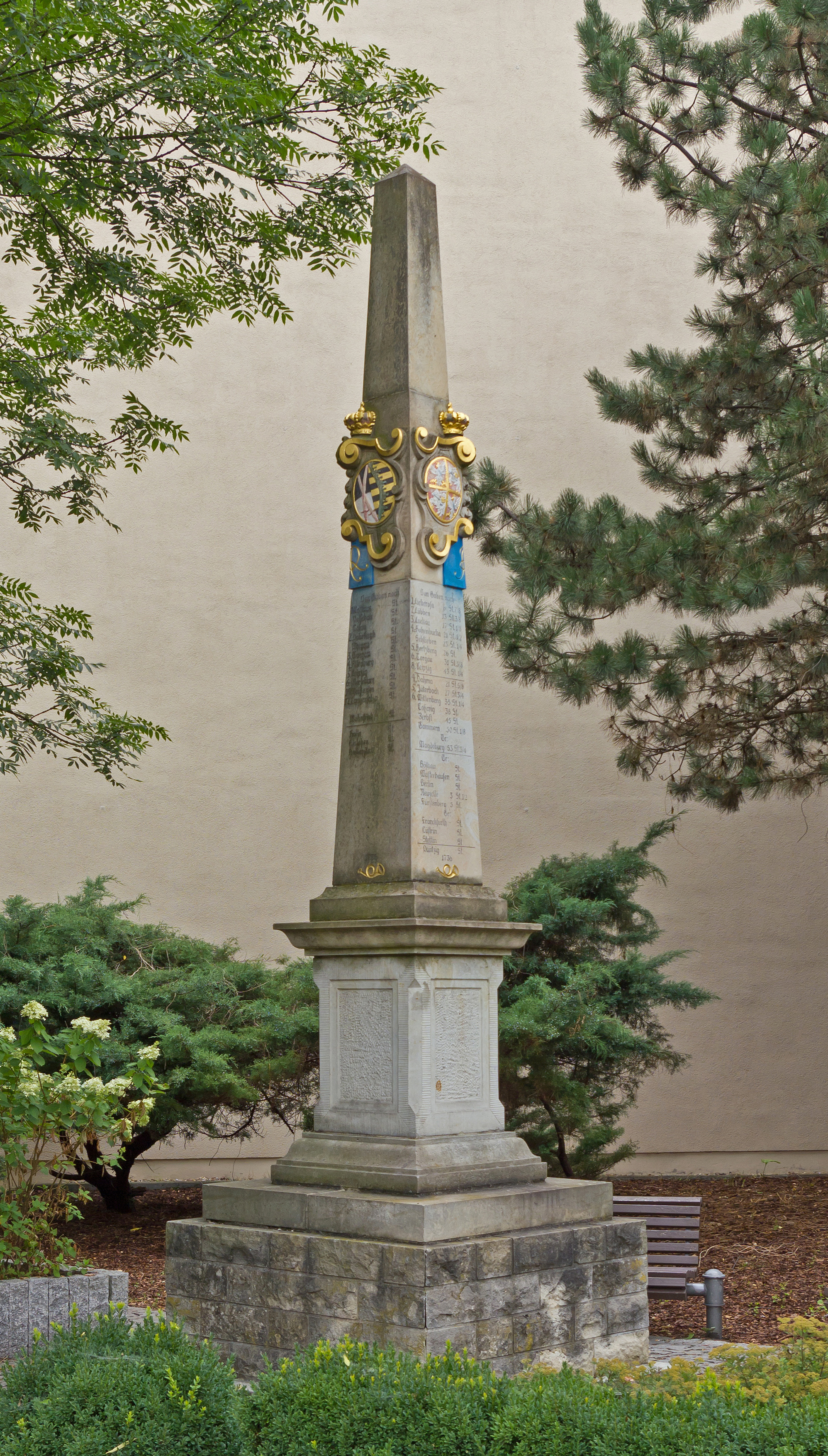
Postmeilensäule an der Egelneißebrücke

Guben gehörte bis 1815 ununterbrochen zur Markgrafschaft Niederlausitz, die von 1367 bis 1635 dem Königreich Böhmen inkorporiert war. Für kurze Zeit, von 1448 bis 1462, besetzte der Kurfürst Friedrich II. von Brandenburg die Stadt Guben und andere Städte der Niederlausitz und erlangte über sie die Pfandherrschaft. Nach militärischen Auseinandersetzungen zwischen dem böhmischen König Georg von Podiebrad und Friedrich II. wurde 1462 der Gubener Frieden geschlossen, wonach Guben und der größte Teil der Niederlausitz wieder unter böhmische Hoheit fielen. Zu dieser Zeit wurde die Stadt mehrfach von Hussiten überfallen. Die Befestigungsanlagen mit den drei Stadttoren wurden im 14. Jahrhundert zunächst aus einem Erdwall, einem Graben und Holzbeplankung massiv errichtet, nachdem sie im Jahr 1311 durch ein Hochwasser stark beschädigt worden war. Im Jahr 1382 kam es zu einem weiteren Neißehochwasser in Guben. In den Jahren von 1523 bis 1544 wurde die Stadtbefestigung erneuert und verstärkt.

### Frühe Neuzeit
1529 beschloss die Bürgerschaft, sich der Lehre Martin Luthers anzuschließen. In den Folgejahren wurde die Reformation der Gottesdienste in den Kirchen und des kirchlichen Lebens in der Stadt durchgeführt. 1536 zerstörte ein Stadtbrand einen Großteil von Guben, nur die Kirche, das Rathaus und sieben oder acht Bürgerhäuser überstanden den Brand. 1561 wurde in Guben mit dem Salzsieden begonnen. Ein für die Stadt bedeutsamer Wirtschaftszweig war im Spätmittelalter und in der Frühen Neuzeit die Oderschifffahrt samt dem Güterumschlag im Gubener Hafen.
Im Dreißigjährigen Krieg beauftragte Kaiser Ferdinand II. den Kurfürsten von Sachsen, Johann Georg I., mit der Reichsexekution in der Nieder- und der Oberlausitz (als böhmische Nebenländer). Daraufhin wurde Guben 1620 von sächsischen Truppen besetzt. Dabei wurde die Stadt gebrandschatzt. Zwischen 1629 und 1632 fielen 7000 Einwohner Gubens der Pest zum Opfer. 1635 belehnte Kaiser Ferdinand II. im Traditionsrezess im Zusammenhang mit dem Prager Frieden den sächsischen Kurfürsten Johann Georg I. unter anderem mit der Markgrafschaft Niederlausitz einschließlich der Stadt Guben. Daran erinnern die 1989 rekonstruierte kursächsische Postdistanzsäule an der Egelneißebrücke (Frankfurter Straße) vom ehemaligen Klostertor und das im Museum erhaltene originale Wappenstück von 1736 der zweiten derartigen Säule vom ehemaligen Werdertor.
Im Jahr 1675 stürzte bei einer schweren Überschwemmung die noch vorhandene Bastei am Krossener Tor ein. Friedrich-August II. ließ in der Münzstätte Guben (Kupferhammer) ab 1752 große Mengen an Kleingeld für sein polnisches Herrschaftsgebiet prägen. Als im Jahr 1756 die preußischen Armeen Friedrichs II. im Siebenjährigen Krieg Sachsen besetzten, wurden die Prägungen eingestellt. 1758 und in den folgenden Jahren des Siebenjährigen Krieges litt Guben mehrfach an Truppeneinquartierungen und -durchmärschen. Am 16. September 1790 kam es in Guben erneut zu einem Stadtbrand, der 103 Menschenleben forderte.
Aufgrund seiner Randlage im sorbischen Siedlungsgebiet wurde in der zweiten Hälfte des 17. Jahrhunderts der Kreis Guben zum ersten Ziel der durch das Lübbener Konsistorium der evangelischen Kirche forcierten Germanisierungspolitik. Angestrebt wurde, die sorbische Sprache – zur damaligen Zeit die Muttersprache der Bevölkerungsmehrheit – zur Gänze abzuschaffen. Zu diesem Zweck wurden sorbische Schriften eingezogen und allmählich Schulunterricht in Deutsch eingeführt sowie sorbische Gottesdienste, die es seit der Reformation gegeben hatte, wieder abgeschafft. Bis zum Ende des 18. Jahrhunderts war das Sorbische aus dem Alltag verschwunden.

### 19. Jahrhundert
Im Vierten Koalitionskrieg rückten 1807 französische Truppen in Guben ein, in den Befreiungskriegen 1813 russische Truppen.
1815 wurde das Markgraftum Niederlausitz aufgelöst und Guben Kreisstadt in der preußischen Provinz Brandenburg. Zur Biedermeierzeit erschien in Guben der Musenalmanach Helena.
Guben erhielt 1846 über die Strecke der Niederschlesisch-Märkischen Eisenbahn-Gesellschaft einen Bahnanschluss nach Frankfurt an der Oder und Breslau. Dieser wurde 1871 um einen Anschluss nach Cottbus seitens der Halle-Sorau-Gubener Eisenbahn-Gesellschaft sowie einen nach Bentschen seitens der Märkisch-Posener Eisenbahn-Gesellschaft ergänzt. 1904 folgte eine Nebenbahnverbindung nach Forst, die von den Preußischen Staatsbahnen betrieben wurde. Zwischen dem 24. Februar 1904 und dem 8. Juni 1938 verkehrte eine elektrische Straßenbahn zwischen dem Bahnhof und der Altstadt.

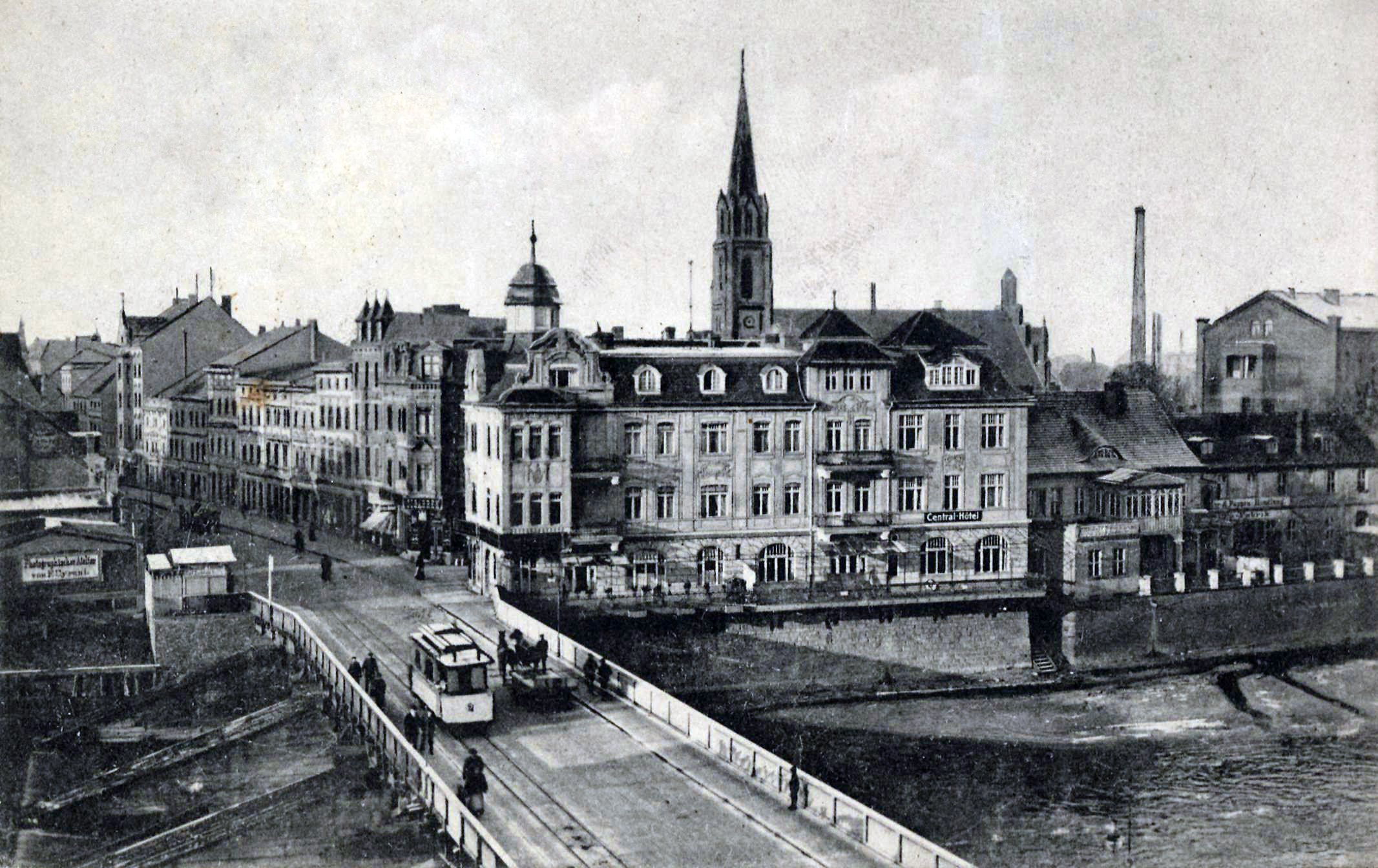
Frankfurter Straße um 1920

1848 wurde mit der Förderung von Braunkohle begonnen, die in der örtlichen Industrie verwendet wurde. Zeitweilig bestanden sieben Gruben, deren letzte 1927 geschlossen wurde.
Aus der handwerklichen Tuchmacherei im 16. Jahrhundert entwickelte sich im 19. Jahrhundert eine starke Tuchfabrikation, an welcher der englische Textilmaschinen- und Wollfabrikant William Cockerill, Junior maßgeblichen Anteil hatte. Begünstigt durch die Staatszugehörigkeit zu Preußen, die Bildung des Deutschen Zollvereins und die Ersetzung der teuren englischen Steinkohle durch die einheimische Braunkohle erlebte die Stadt einen schnellen Aufschwung. Die Zahl der Tuchfabriken wuchs bis 1866 auf 17 an, um 1870 waren es zirka 30. Die Mehrzahl musste aber bald darauf wieder aufgeben. Später folgten Eisengießereien, der Maschinenbau, die Teppich-, Strumpf- und Schuhfabrikation, Ölmühlen und Großbetriebe entstanden, wie zum Beispiel die Niederlausitzer Mühlenwerke von Carl Lehmann in Groß Gastrose.
Carl Gottlob Wilke war 1822 der erste Hutmacher. 1859 übernahmen seine Söhne Friedrich und Theodor seine Werkstatt. Friedrich begann 1869 die Hutfabrikation, den weltweiten Durchbruch brachte die Erfindung des wetterfesten Wollfilzhutes. In der Zeit vor dem Zweiten Weltkrieg war Guben bekannt durch den Werbespruch „Gubener Hüte – weltbekannt durch ihre Güte“. 1887 stiftete Friedrich Wilke, zur Erinnerung an seine im Alter von 13 Jahren an Typhus verstorbene Tochter, das Kinderkrankenhaus Naëmi-Wilke-Stift. Es ist heute das örtliche Krankenhaus in der Trägerschaft der Selbständigen Evangelisch-Lutherischen Kirche. 1903 stiftete er zum Gedenken an seinen ebenfalls früh verstorbenen Sohn Karl Emil Friedrich die Jugendstilkirche mit Sauer-Orgel in der Berliner Straße. Am 1. April 1884 schied die Stadtgemeinde Guben aus dem Landkreis Guben aus und bildete fortan einen eigenen Stadtkreis.

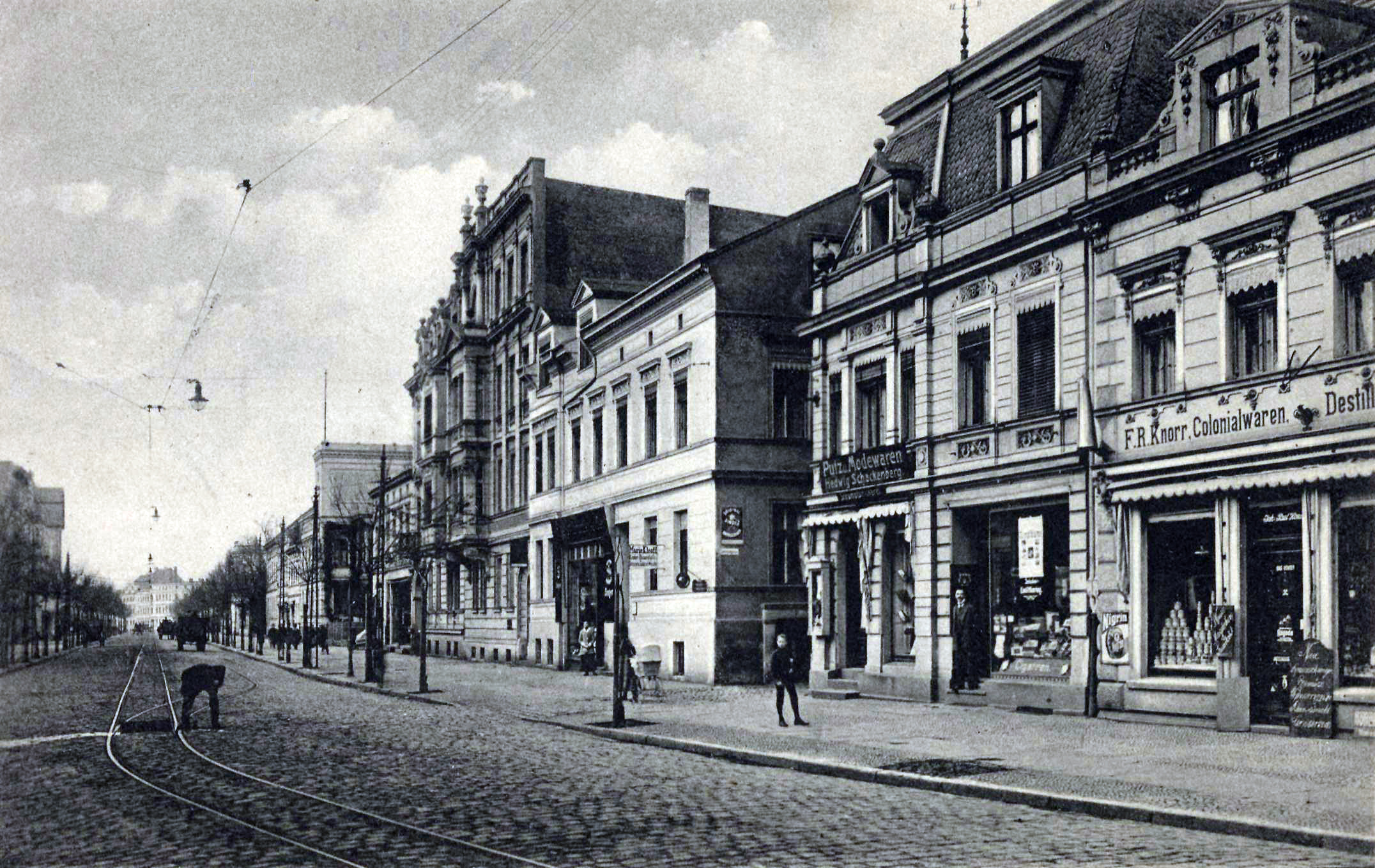
Berliner Straße um 1920

1873 wurde auf der Schützeninsel in der Neiße das Gubener Stadttheater erbaut. Die Einweihung fand am 1. Oktober 1874 mit der Aufführung von Goethes Faust vor 750 Zuschauern statt. Vor dem Theater wurde der Schauspielerin und Sängerin Corona Schröter am 20. Mai 1905 ein Denkmal gesetzt.

### 1900 bis 1939
Bis 1900 stieg die Einwohnerzahl auf über 33.000. Am Anfang des 20. Jahrhunderts gab es in Guben drei evangelische Kirchen, eine katholische Kirche, eine Synagoge, ein Gymnasium, eine Realschule, zwei Fachschulen, eine Taubstummenschule und zahlreiche Volksschulen, darunter die 1902 eingeweihte Pestalozzischule. Guben war Sitz eines Landgerichts. In dieser Zeit entstanden viele öffentliche Einrichtungen, darunter das städtische Museum und die Volksbibliothek, das Naëmi-Wilke-Stift, die großteils bis heute erhalten gebliebenen Anlagen, ein Zwei-Kaiser-Brunnen, das Wasserwerk und der Schlachthof. Außer der Textilindustrie entwickelten sich Fabriken und Produktionsstätten anderer Branchen und die Braunkohlegruben im Umland.
Nach dem Ersten Weltkrieg kam es zu umfangreichen Siedlungsbauten, so im Gebiet der Kaltenborner Straße (Dubrau-Siedlung), in der Neusprucke (Zehnhäuserweg, Damaschkestraße) sowie am östlichen Stadtrand. Errichtet wurden ferner die massive Neißebrücke (heute Grenzübergang nach Gubin, Neubau), die 1945 ebenfalls zerstörte Nordbrücke am Schlachthof, das neue Stadthaus in der einstigen Stadtmühle an der Neiße und weitere Bauten.
Der Architekt Ludwig Mies van der Rohe errichtete 1927 das „Haus Wolf“ am Neißehang für den Tuchfabrikanten Erich Wolf.
Am 1. Dezember 1928 wurde der Gutsbezirk Mückenberg aus dem Landkreis Guben in die Stadtgemeinde Guben eingegliedert.
In der Pogromnacht 1938 wurde die Synagoge der jüdischen Gemeinde geschändet, die auf der östlichen Seite der Neiße stand. Auch der jüdische Friedhof aus dem Jahre 1839 wurde beschädigt. Die Trauerhalle aus dem Jahre 1911 übergab der Landesverband der Jüdischen Gemeinden 1950 an die evangelische Kirchengemeinde zur Nutzung; sie wurde 1993 umfassend erneuert.
Im Jahr 1945 gehörten Stadt und Landkreis Guben zum Regierungsbezirk Frankfurt der preußischen Provinz Brandenburg des Deutschen Reichs.

### Zweiter Weltkrieg

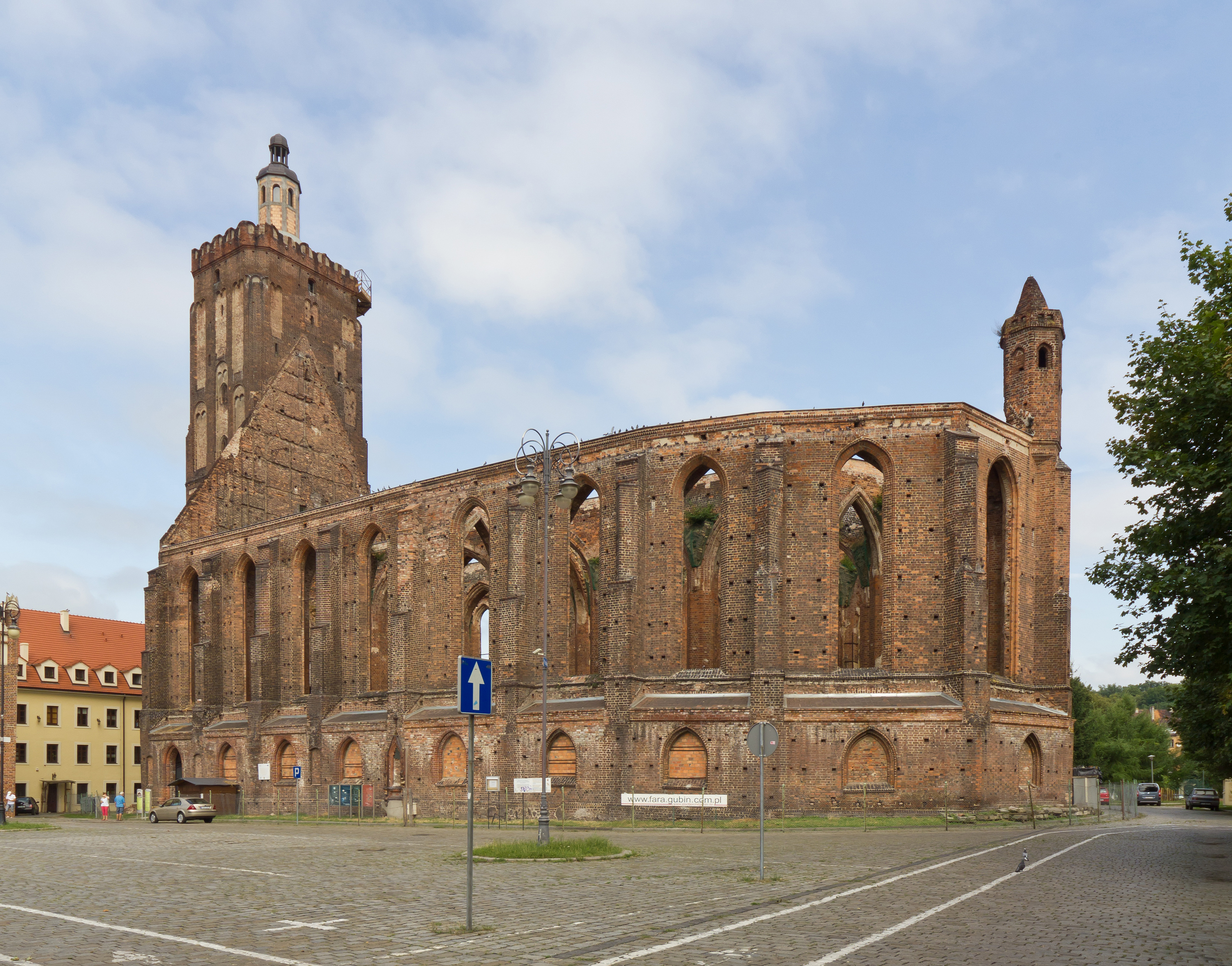
Ruine der Stadt- und Hauptkirche (heute Gubin)

Im Zweiten Weltkrieg wurde 1940 mit dem Aufbau eines Werkes der Rheinmetall-Borsig AG Düsseldorf begonnen. Das Werk wurde ausschließlich zur Rüstungsproduktion – speziell für das Luftwaffenprogramm – errichtet. Dazu gehörten das Maschinengewehr MG 131 und die Maschinenkanone MK 103. Des Weiteren wurden bestimmte Flugzeugkomponenten gefertigt, wie z. B. Hecklafetten für Bomber mit vier MG 131 und Flugzeugkuppeln für die Heinkel He 111. 1944 arbeiteten in dem Werk etwa 4500 Beschäftigte, darunter waren annähernd die Hälfte Kriegsgefangene und Zwangsarbeiter, die in einem Barackenlager an der Schlagsdorfer Straße untergebracht waren. Außerdem gab es ein Sammellager für 300 ungarische jüdische Frauen, die bei der Lorenz AG Zwangsarbeit leisten mussten.
Am Ende des Zweiten Weltkrieges erlitt die Stadt bedingt durch massive Kampfhandlungen vom 18. Februar bis 24. April 1945 schwere Zerstörungen. Fast 90 Prozent des historischen Stadtzentrums mit seinen alten, teils barocken Bürgerhäusern, seinen Geschäftsbauten, dem Renaissance-Rathaus und der spätgotischen Stadt- und Hauptkirche wurden zerstört. Einige Gebäude, wie das Stadttheater (dann im September 1945 abgebrannt), überlebten die Kampfhandlungen unversehrt. Das »Haus Wolf« wurde stark beschädigt und später bis auf die Fundamente abgetragen.

### Teilung der Stadt und Guben in der DDR

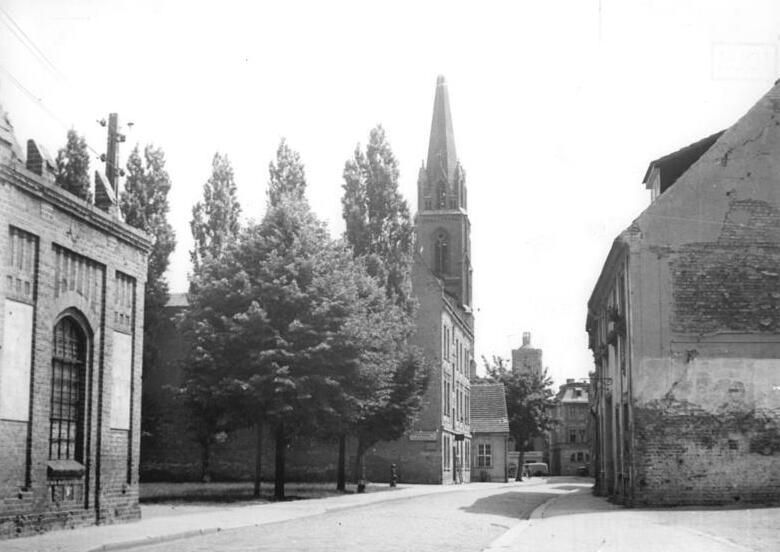
Klosterkirche um 1955

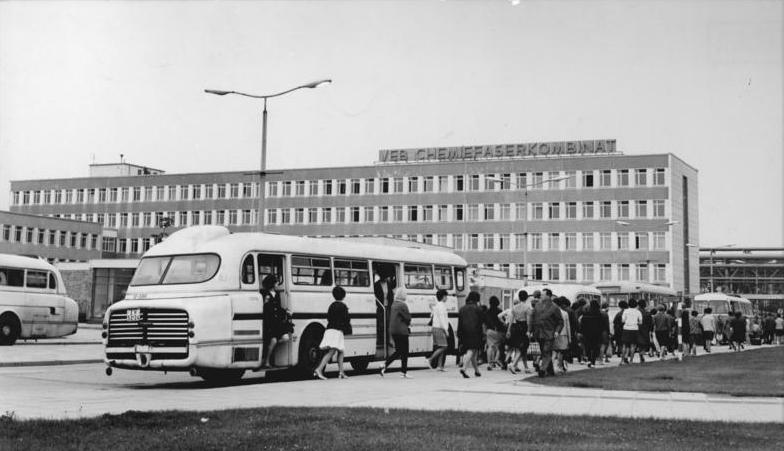
VEB Chemiefaserkombinat Guben

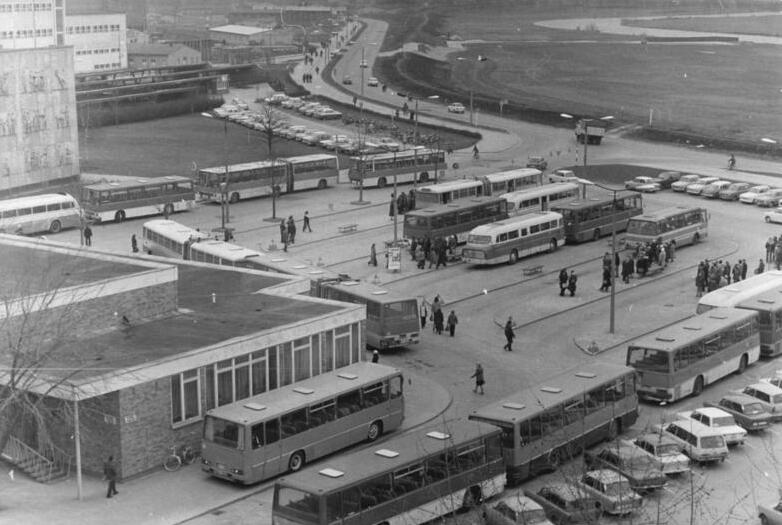
1980 Schichtwechsel im Chemiefaserwerk

Gemäß dem Potsdamer Abkommen von 1945 wurde das östlich der Oder-Neiße-Demarkationslinie gelegene Teilgebiet Deutschlands vorbehaltlich einer zukünftigen Friedensregelung unter polnische Verwaltung gestellt. Die deutsche Bevölkerung wurde aus dem östlich der Neiße gelegenen, nunmehr als Gubin polnisch verwalteten Stadtteil Gubens vertrieben. Die in dem abgetrennten Stadtteil neu angesiedelten Bewohner stammten zum Teil aus den an die Sowjetunion gefallenen Gebieten östlich der Curzon-Linie.
Im Juni 1950 wurde die bis dahin kreisfreie Stadt dem Landkreis Cottbus zugeordnet. Mit der DDR-Verwaltungsreform vom 23. Juli 1952 entstand der 1950 aufgelöste Landkreis Guben als Kreis Guben im Bezirk Cottbus erneut. Durch die Teilung der Stadt in das polnische Gubin und das deutsche Guben entwickelte sich die ehemalige Klostervorstadt westlich der Neiße als selbständige Stadt Guben vor allem seit 1960 durch den Aufbau des VEB Chemiefaserkombinat Guben (CFG). Dieses bestimmte – zusammen mit den Textilbetrieben Gubener Wolle und den Hutwerken – wesentlich die industrielle Struktur der Stadt Guben in der DDR. Durch den wirtschaftlichen Aufschwung und die neu entstandenen Arbeitsplätze wuchs die Zahl der Einwohner stetig an. Dadurch entstanden neue Wohngebiete mit den typischen Plattenbauten und insgesamt elf Polytechnische Oberschulen.
Ab 1961 trug die Stadt im Gedenken an Wilhelm Pieck, den ersten und einzigen Staatspräsidenten der DDR, der 1876 in Guben (östlich der Neiße) geboren wurde und 1960 in Berlin (Ost) verstarb, den amtlichen Ortsnamen Wilhelm-Pieck-Stadt Guben. Die Benennung erfolgte auf Beschluss der damaligen Stadtverordnetenversammlung, welcher vom Ministerrat der DDR bestätigt wurde. Die Stadtverordnetenversammlung fasste 1990 den Beschluss, den Beinamen wieder zu streichen.

### Seit der Deutschen Wiedervereinigung

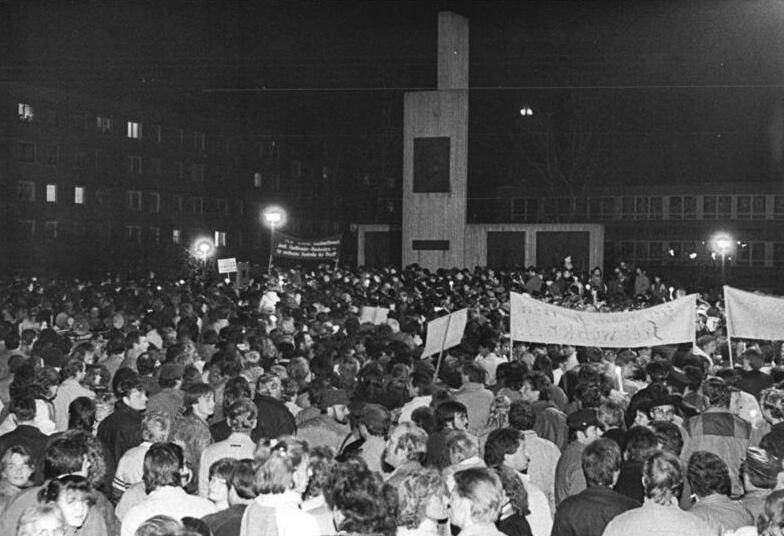
Genehmigte Demonstration zum Neuen Forum, November 1989

Durch die Schließung der Volkseigenen Betriebe nach der deutschen Wiedervereinigung verlor die Stadt in den neunziger Jahren erheblich an Wirtschaftskraft und Einwohnern.

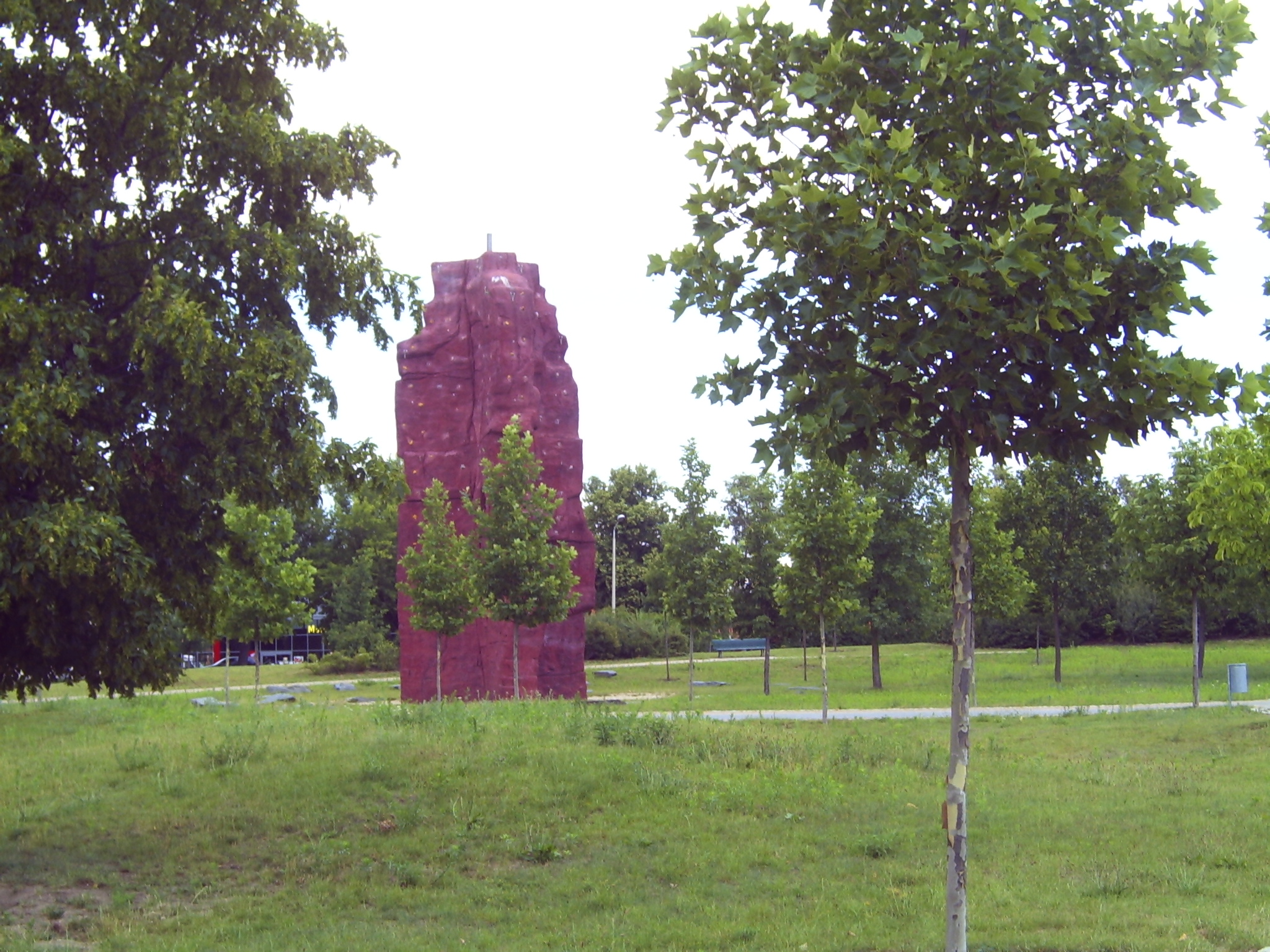
Kletterfelsen in der Obersprucke

Am 6. Dezember 1993 trat das Gesetz zur Kreis-Neugliederung im Land Brandenburg in Kraft; dadurch wurde der Kreis Guben wieder aufgelöst. Nach dem Scheitern einer Initiative zum Zusammenschluss mit Eisenhüttenstadt wurde Guben eine Stadt im neu gegründeten Landkreis Spree-Neiße.
In der Nacht zum 13. Februar 1999 kam der algerische Asylbewerber Farid Guendoul auf der Flucht vor einer Gruppe rechtsextremer Jugendlicher ums Leben. Er trat eine Glastür ein, verletzte sich schwer und verblutete. Der 28-Jährige hinterließ eine schwangere Freundin. Der als „Gubener Hetzjagd“ bekanntgewordene Vorfall und der Strafprozess 1999/2000 erregten überregional viel Aufmerksamkeit.

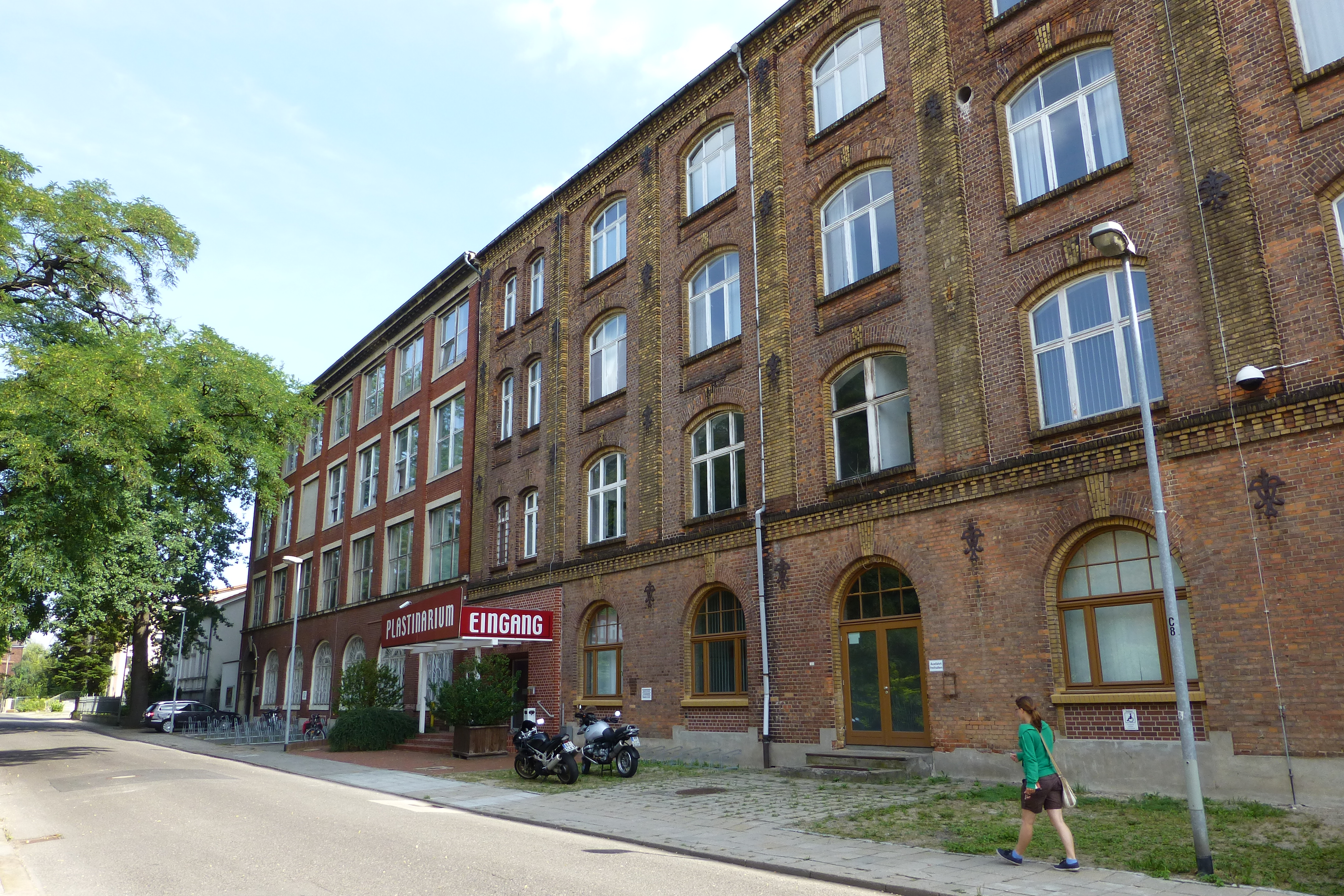
Plastinarium

Unter Nutzung einiger historischer Gebäudeteile auf dem Gelände der ehemaligen Hutfabrik (ehemals C. G. Wilke, 15. Juli 1948 enteignet) an der Neiße entstand ein neues Stadtzentrum für Guben. Hier erhielt unter anderem die Stadtverwaltung, die bis dahin in der ehemaligen Hutfabrik (Berlin-Gubener Hutfabrik – März 1946 Abbau zu Reparationszwecken) untergebracht war, neue Räumlichkeiten. Deren nun leer stehende Gebäude wurden am 17. November 2006 als neue Fertigungsstätte für den Plastinator Gunther von Hagens hergerichtet und in Benutzung genommen. Am 21. Dezember 2007 wurden das neugestaltete Gubener Neißeufer mit den Neißeterrassen und Parkanlagen sowie eine Brücke über die Neiße zur Theaterinsel eingeweiht. Dort stand bis zum Ende des Zweiten Weltkriegs das Stadttheater.
Die Stadt versucht im Zusammenwirken mit der polnischen Nachbar- und Partnerstadt Gubin, die Grenzsituation positiv zu entwickeln.
Zu den größten Arbeitgebern in Guben zählen die Trevira GmbH, der Bäckerei-Großbetrieb Bäcker Dreißig und das örtliche Krankenhaus (Naëmi-Wilke-Stift).

### Eingemeindungen
Am 1. Juli 1950 wurden die bis dahin eigenständigen Gemeinden Groß Breesen, Kaltenborn und Reichenbach eingegliedert. Die ehemaligen Gemeinden Bresinchen, Deulowitz und Schlagsdorf wurden im Zuge der Gebietsreform am 6. Dezember 1993 eingegliedert. Bereits am 1. Januar 1926 wurde Grunewald nach Groß Breesen eingemeindet.

## Bevölkerungsentwicklung

### Ungeteilte Stadt bis 1945
| Jahr | Einwohner | Anmerkungen |
| ---- | --------- | --- |
| 1520 | ca. 9.000 | grobe Schätzung nach Sauße („8–10.000“) |
| 1800 | 05.214    | in 848 Wohnhäusern |
| 1816 | 06.552    | [ 30 ] |
| 1817 | 06.820    | [ 29 ] |
| 1840 | 09.742    | in 961 Wohnhäusern |
| 1850 | 11.425    | in 1.134 Wohnhäusern |
| 1859 | 14.209    | am Jahresanfang, davon 300 Katholiken und 113 Juden |
| 1864 | 17.554    | 3. Dezember, davon 936 der Militärbevölkerung angehörig |
| 1867 | 19.187    | am 3. Dezember |
| 1871 | 21.423    | mit dem Militär (ein Bataillon Nr. 12), darunter 600 Katholiken und 120 Juden; nach anderen Angaben am 1. Dezember 21.412 Einwohner, darunter 20.347 Evangelische, 791 Katholiken, 123 sonstige Christen, 151 Juden |
| 1875 | 23.704    | [ 34 ] |
| 1880 | 25.840    | [ 34 ] |
| 1885 | 27.091    | [ 34 ] |
| 1890 | 29.328    | davon 27.689 Evangelische, 1.184 Katholiken und 204 Juden |
| 1900 | 33.122    | davon 31.247 Evangelische, 1.354 Katholiken und 205 Juden |
| 1910 | 38.593    | davon 36.174 Evangelische und 1.856 Katholiken |
| 1925 | 40.636    | davon 37.496 Evangelische, 1.789 Katholiken, 35 sonstige Christen und 217 Juden |
| 1933 | 43.934    | davon 38.725 Evangelische, 1.958 Katholiken, 19 sonstige Christen und 202 Juden |
| 1939 | 43.914    | davon 38.798 Evangelische, 2.100 Katholiken, 221 sonstige Christen und 83 Juden |

### Westliche Reststadt seit 1945
| Jahr | Einwohner |
| ---- | --------- |
| 1946 | 25.297    |
| 1950 | 25.929    |
| 1964 | 25.492    |
| 1971 | 29.607    |
| 1981 | 36.708    |
| 1985 | 34.772    |

| Jahr | Einwohner |
| ---- | --------- |
| 1990 | 32.690    |
| 1995 | 29.093    |
| 2000 | 25.245    |
| 2005 | 21.341    |
| 2010 | 19.320    |
| 2015 | 17.616    |

| Jahr | Einwohner |
| ---- | --------- |
| 2020 | 16.656    |
| 2021 | 16.377    |
| 2022 | 16.169    |
| 2023 | 16.023    |
| 2024 | 15.794    |

Gebietsstand des jeweiligen Jahres, Einwohnerzahl: Stand 31. Dezember (ab 1991), ab 2011 auf Basis des Zensus 2011, ab 2022 auf Basis des Zensus 2022

## Religion

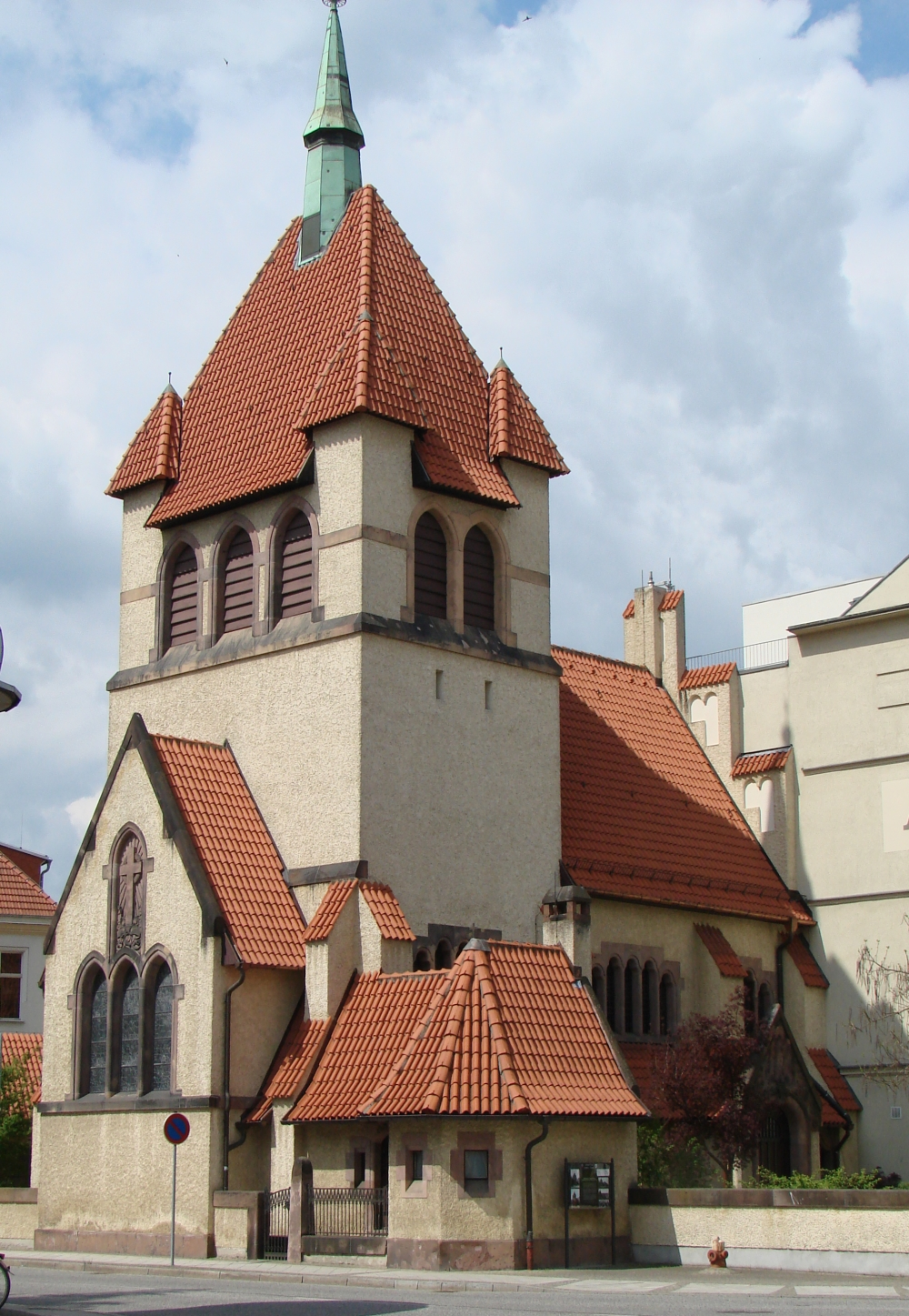
Kirche des Guten Hirten

- Größte Religionsgemeinschaft der Stadt ist die Evangelische Kirchengemeinde Region Guben, die auch für die umgebenden Orte zuständig ist. Gottesdienste der Gemeinde finden in der Klosterkirche, einem 1862 geweihten neugotischen Backsteinbau von Emil Flaminius, der Bergkapelle, einer ehemaligen jüdischen Trauerhalle, und im Gemeindehaus in der August-Bebel-Straße statt.
- Katholische Pfarrgemeinde St. Trinitatis
- Evangelisch-Lutherische Gemeinde Des Guten Hirten: Diese Kirchengemeinde entstand als Reaktion auf die von König Friedrich Wilhelm III. von Preußen zwangsverordnete Union (1830) zwischen Lutheranern und Reformierten im Jahre 1836. Seitdem ist die Gemeinde als evangelisch-lutherische (altlutherische) Kirchengemeinde bekannt. Seit 1872 besitzt die Kirchengemeinde Korporationsrechte. Auf Initiative des Hutmachers Friedrich Wilke wurde sowohl die Kirche des Guten Hirten als auch das Krankenhaus Naëmi-Wilke-Stift gegründet. Die Kirche des Guten Hirten wurde 1902 bis 1903 nach Plänen von Otto Spalding und Alfred Grenander im Jugendstil gebaut[38] und stellt damit eine Besonderheit in der Region dar. Heute gehört die Gemeinde Des Guten Hirten zum Kirchenbezirk Lausitz der Selbständigen Evangelisch-Lutherischen Kirche.[39] Zum örtlichen Krankenhaus, dem Naemi-Wilke-Stift, bestehen enge Beziehungen, da beide Einrichtungen in der Selbständigen Evangelisch-Lutherischen Kirche zu verorten sind. So ist der Rektor des Stifts gleichzeitig zweiter Pfarrer der Kirchengemeinde.
- Baptisten-Gemeinde Friedenskirche
- Gemeinde Guben der Neuapostolischen Kirche
- Korps Guben der Heilsarmee

## Politik
Seit 1991 trägt die Stadt Guben den Beinamen Europastadt. Guben ist auch bekannt als Euromodellstadt, in der versucht wird, die im Zweiten Weltkrieg getrennte Stadt wieder zu vereinen. Mit dem Inkrafttreten des Schengener Abkommens auch für Polen entfielen am 21. Dezember 2007 die bisher bestehenden Grenzkontrollen zwischen Guben und Gubin.

### Stadtverordnetenversammlung
Die Stadtverordnetenversammlung von Guben besteht aus 28 Mitgliedern und dem hauptamtlichen Bürgermeister. Die Kommunalwahl am 9. Juni 2024 führte bei einer Wahlbeteiligung von 55,6 % zu folgendem Ergebnis:
| AfD                                    | –      | –  | 26,7 % | 8  | 36,3 % | 10 |
| CDU                                    | 16,8 % | 5  | 15,4 % | 4  | 20,4 % | 6  |
| Gruppe Unabhängiger Bürger Spree-Neiße | 09,3 % | 3  | 11,9 % | 3  | 10,7 % | 3  |
| Wir Gubener Bürger                     | 08,4 % | 2  | 15,2 % | 4  | 10,0 % | 3  |
| Die Linke                              | 25,3 % | 7  | 12,9 % | 4  | 07,3 % | 2  |
| SPD                                    | 11,3 % | 3  | 07,5 % | 2  | 04,0 % | 1  |
| Gemeinsam für Guben                    | –      | –  | –      | –  | 03,9 % | 1  |
| FDP                                    | 22,1 % | 6  | 04,3 % | 1  | 01,6 % | 1  |
| Einzelbewerber Klaus Schneider         | –      | –  | 02,7 % | 1  | 01,6 % | 1  |
| Freie Gubner                           | –      | –  | –      | –  | 01,6 % | 1  |
| Bündnis 90/Die Grünen                  | 01,7 % | 1  | 02,4 % | 1  | 01,4 % | –  |
| Einzelbewerber Steffen Rosenkranz      | –      | –  | –      | –  | 01,0 % | –  |
| NPD                                    | 03,6 % | 1  | 00,9 % | –  | –      | –  |
| Bürger für die Lausitz                 | 01,5 % | –  | –      | –  | –      | –  |
| Insgesamt                              | 100 %  | 28 | 100 %  | 28 | 100 %  | 28 |

### Bürgermeister
- 1924–1933: Heinrich Laß
- 1933–1945: Erich Schmiedicke (NSDAP)
- 1990–1994: Bernd Balzarek (CDU)
- 1994–2002: Gottfried Hain (SPD)[43]
- 2002–2017: Klaus-Dieter Hübner (FDP)
- seit 2018: Fred Mahro (CDU)

Hübner wurde am 11. November 2001 mit 50,6 % der gültigen Stimmen erstmals zum Bürgermeister von Guben gewählt (Amtseinführung: 1. Februar 2002). Er wurde am 15. November 2009 mit 64,5 % der gültigen Stimmen in seinem Amt bestätigt. Die Bürgermeisterwahl am 17. Juli 2016 gewann er mit 57,8 Prozent der gültigen Stimmen; seine Gegenkandidatin Kerstin Nedoma (Die Linke), unterstützt von CDU, SPD, Linke und zwei Wählergruppen, erreichte 42,2 Prozent.
2015 hatte das Landgericht Cottbus Hübner wegen Bestechlichkeit, Vorteilsnahme und Untreue zu einer Haftstrafe von 18 Monaten auf Bewährung verurteilt. Er wurde deshalb vom Dienst suspendiert. Hübner starb am 20. Dezember 2017 nach langer Krankheit.
Fred Mahro wurde in der Bürgermeisterstichwahl am 6. Mai 2018 mit 58,4 % der gültigen Stimmen zum neuen Bürgermeister gewählt. Seine Amtszeit beträgt acht Jahre. Sein Gegenkandidat, Daniel Münschke (AfD), erreichte 41,6 % der gültigen Stimmen.

### Wappen
Das Wappen wurde am 15. Dezember 1992 genehmigt.
| Wappen von Guben | Blasonierung: „In Silber eine gequaderte und bezinnte rote Burg mit drei Toren (das mittlere geöffnet mit goldenen Torflügeln und hochgezogenem goldenen Fallgitter vor schwarzem Hintergrund, die seitlichen vermauert) und drei Türmen (die seitlichen mit spitzem, blauem, goldbeknauftem Dach und einem schwarzen Fenster, der mittlere stärkere und höhere mit drei schwarzen Fenstern und einer herauswachsenden dreiblättrigen goldenen Krone). Die Türme sind mit je einem schrägrechtsgelehnten Schild belegt: Vorn neunmal schwarz-golden geteilt und mit grünem Rautenkranz belegt, in der Mitte in Rot ein doppelschwänziger, bezungter, goldbekrönter silberner Löwe, hinten in Silber ein rotbewehrter, goldbekrönter schwarzer Adler.“                            |
| Wappen von Guben | Wappenbegründung: In der Mauer sind die drei Stadttore (Klostertor, Crossener Tor, Werdertor) mit ihren Tortürmen enthalten. Auffällig davon ist allerdings nur das mittlere, das im Gegensatz zu den beiden anderen geöffnet ist, so dass man auch das hochgezogene Fallgitter erkennt. Der dazugehörige Torturm ist mit einer goldenen Krone verziert. Die an den Türmen lehnenden Schilde weisen auf die historischen Herrschaftsverhältnisse hin. Die Zugehörigkeit zu Böhmen lässt sich aus dem silbernen Löwen im Schild des mittleren Turmes ableiten. Fast 200 Jahre sächsische Herrschaft spiegeln sich im Rautenkranz des linken Schildes wider. Der schwarze preußische Adler rechts versinnbildlicht den Tatbestand, dass Guben 1815 an das Königreich Preußen fiel. |

### Städtepartnerschaften
- Gubin
- Laatzen
- Cittadella[49]

## Sehenswürdigkeiten und Kultur
In der Liste der Baudenkmale in Guben und in der Liste der Bodendenkmale in Guben stehen die in der Denkmalliste des Landes Brandenburg eingetragenen Bau- und Gartendenkmale.

### Museen
- Stadt- und Industriemuseum[50]

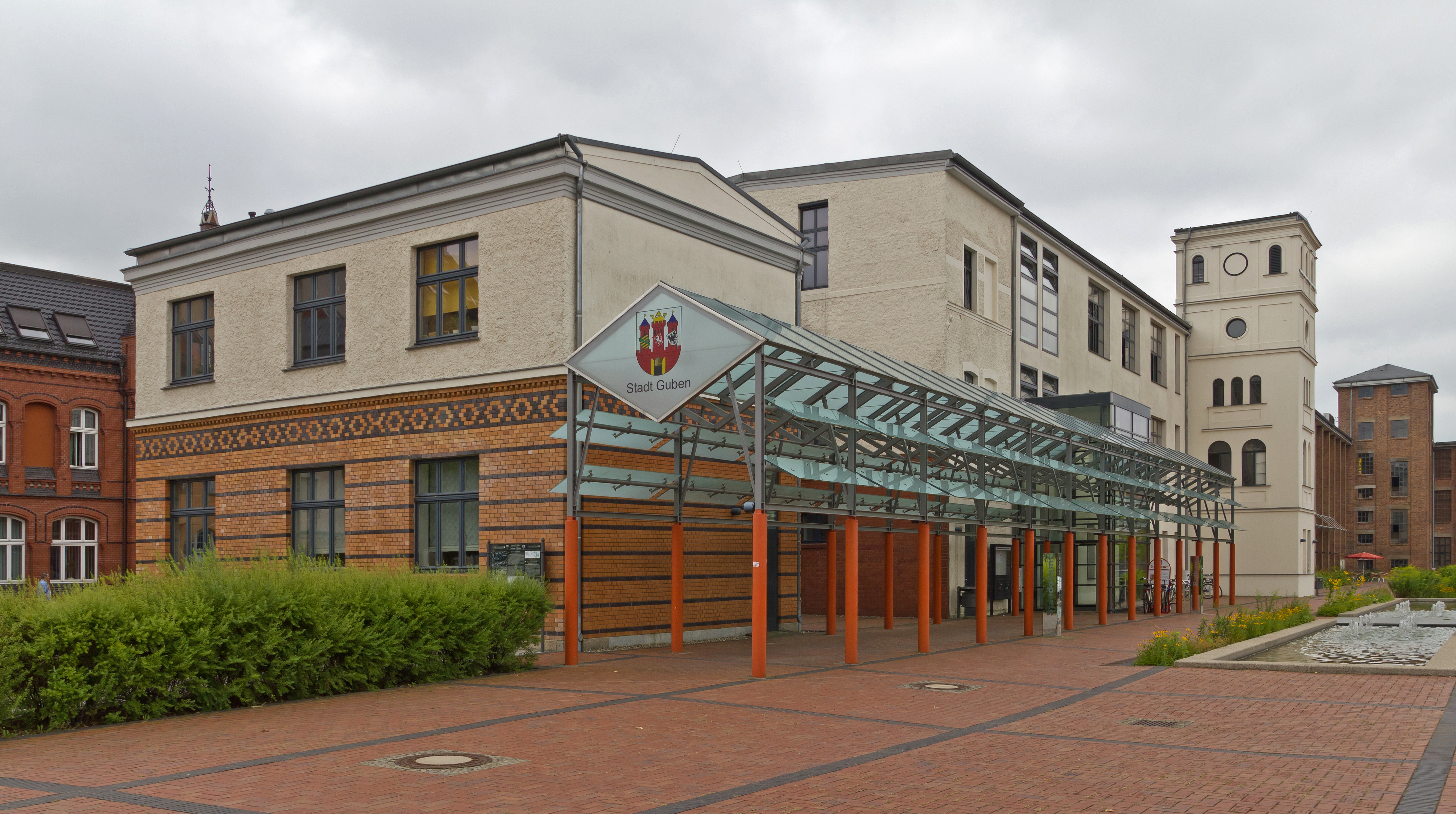
Neues Rathaus mit Stadtmuseum

- Plastinarium von Gunther von Hagens[51]
- Das Oldtimer-Museum Guben ist ein Automuseum, das seit Mai 2017 besteht.[52] Die Ausstellung befindet sich auf der 2. Etage des Möbelhauses Hoffmann.[53] Dieses Konzept wird als einzigartig in Deutschland dargestellt.[54] Zu sehen sind etwa 80 Exponate mit Schwerpunkt auf Pkw, Motorrädern, Mopeds und Motoren.[55] Seit November 2022 sind in einer Sonderausstellung Skulpturen, Plastiken und Reliefs von Nando Kallweit ausgestellt.[52]

### Geschichtsdenkmale
- Drei Gedenksteine von 1972 für 56 Zwangsarbeiter, darunter Kinder, vorwiegend aus Polen auf dem Westfriedhof an der Bethanienstraße
- Denkmal für die Opfer des Faschismus an der Parkstraße, Ecke Kaltenborner Straße
- Wilhelm-Pieck-Denkmal (Enthüllung am 3. Januar 1976) in der Klaus-Herrmann-Straße: Wilhelm Pieck, geboren in Guben, war erster und einziger Präsident der DDR.
- Vor dem Haus der Berliner Straße 36 bis 38 erinnern zwei Stolpersteine an Adolf und Edith Leubuscher. Die Familie wurde 1943 deportiert und im KZ Auschwitz ermordet.
- Vor dem Haus der Berliner Straße 23 erinnert ein weiterer Stolperstein an den Notar, Anwalt und Stadtrat Gustav Marucs. Er wurde 1942 deportiert und starb im KZ Theresienstadt.
- Am Haus der Mittelstraße 15 erinnert eine Gedenktafel an die vom NKWD im Zuge der Entnazifizierung getöteten oder in Lager verbrachten Deutschen.[56]

### Parkanlagen
- Stadtpark
- Park am Kletterfelsen
- Volkshauspark

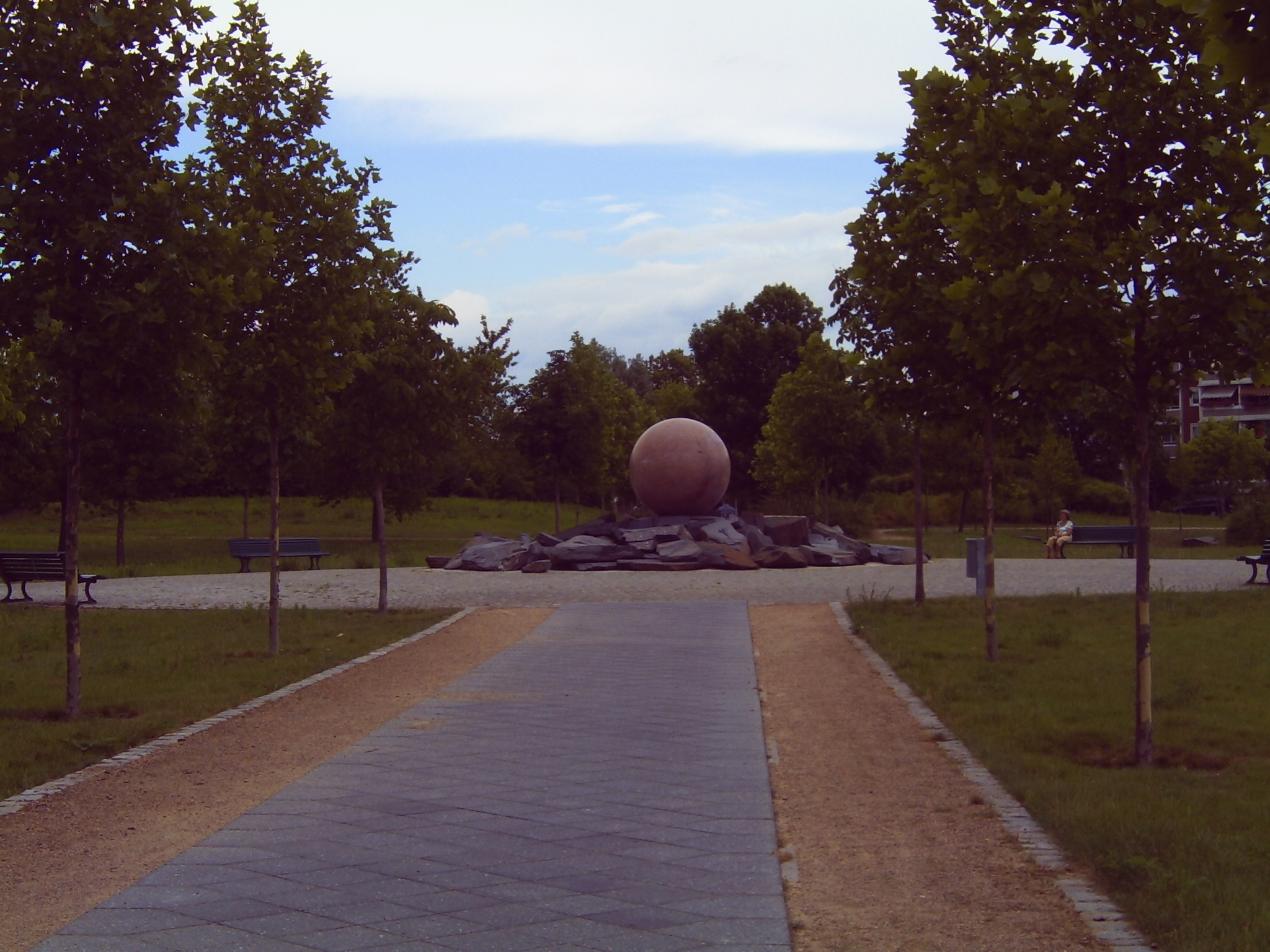
Marmorkugel in der Mitte des Parks am Kletterfelsen

- Goethehain (ehemals Turnerwäldchen; nach einem 1846 dort errichteten Turnplatz)

### Friedhöfe
- Waldfriedhof
- Westfriedhof, Bethanienstraße
- Jüdischer Friedhof, Reichenbacher Berg, mit Gedenktafel für mehr als 200 ermordete Gubener Juden
- Friedhof Reichenbach
- Friedhof Kaltenborn
- Friedhof Groß Breesen
- Friedhof Schlagsdorf
- Friedhof Deulowitz
- Friedhof Bresinchen

### Kultur- und Begegnungszentren
- Deutsch-Slawisches Kulturzentrum in der denkmalgeschützten Villa im Ludwig-A.-Meyer-Haus aus dem Jahr 1898
- Kulturzentrum Obersprucke
- Jugend- und Begegnungszentrum Mittelstraße
- Alte Färberei

### Kulinarisches und Appelfest
Eine Gubener Spezialität sind die Gubener Plinsen, auf spezielle Art hergestellte Hefeplinsen.
Die Stadt ist Mittelpunkt eines Obstanbaugebietes, in welchem insbesondere der Anbau von Äpfeln eine Rolle spielt. Dies spiegelt sich im größten Volksfest der Stadt wider, dem Gubener Appelfest. Hier werden junge weibliche Einwohner auf ihr Wissen über Apfelwein und Äpfel der Region geprüft. Das Publikum bestimmt in geheimer Wahl, wer die Appelkönigin des jeweiligen Jahres werden soll.
Eine spezielle Gubener Apfelsorte ist der Warraschke oder auch Gubener Warraschke genannt.

## Wirtschaft und Infrastruktur

### Ansässige Unternehmen
Industriegebiet Guben Süd (ehemaliges Chemiefaserwerk Guben):
- Werk Guben der Trevira GmbH, eine Tochter der thailändischen Indorama Ventures: Herstellung von Filamentgarnen
- ATT Polymers, ein Tochterunternehmen der polnischen Grupa Azoty
- Megaflex Schaumstoff GmbH: Herstellung von Polyurethan-Schaumstoffen
- Envia Therm GmbH (Heizkraftwerk)
- Gesellschaft für Anlagenbau Guben mbH

Industriegebiet Guben/Deulowitz:
- Bäckerei Dreißig
- Hoffmann Möbel

ehemaliges Rathaus von Guben:
- Gubener Plastinate GmbH

Der kanadische Konzern Rock Tech Lithium hat im März 2023 in Guben den ersten Spatenstich zu Europas erster Fabrik für die Herstellung von Lithiumhydroxid gesetzt. Das Bauvorhaben soll bis zum Jahr 2026 abgeschlossen sein und etwa 650 Millionen Euro kosten.
Als weiteres Elektromobilitätsunternehmen will die chinesische Firma Botree Cycling eine Fabrik zum Batterie Recycling aufbauen. Die Investition umfasst bis zu 100 Millionen Euro, langfristig sollen ca. 100 Mitarbeiter beschäftigt werden. Auch das US-amerikanische Unternehmen Jack Link’s, Hersteller der Wurstmarke BiFi, will sich in Guben ansiedeln.

### Verkehr
Guben liegt an der Bundesstraße 112 zwischen Frankfurt (Oder) und Forst (Lausitz). Im Jahr 2006 wurde die rund 15 Kilometer lange Ortsumgehung Guben für den Verkehr freigegeben. Die nächstgelegenen Autobahnanschlussstellen sind Roggosen und Forst an der A 15 (Dreieck Spreewald–polnische Grenze) in jeweils rund 30 Kilometern Entfernung und Frankfurt (Oder)-Mitte an der A 12 (Berlin–Frankfurt (Oder)) in rund 40 Kilometern Entfernung.
Guben verfügt im Stadtgebiet über einen Grenzübergang nach Gubin (Polen) für Fußgänger und PKW. Der Transitgrenzübergang Klein Gastrose–Sękowice an der Bundesstraße 97 nach Dresden südlich der Stadt liegt entgegen verbreiteter Ansicht nicht in Guben, sondern in der Gemeinde Schenkendöbern.
Der Bahnhof Guben liegt an den Bahnstrecken Berlin–Frankfurt (Oder)–Guben, Guben–Cottbus und Guben–Zbąszynek und ist Halt für Regionalbahnzüge der Linien RE 1 zwischen Cottbus und Magdeburg über Frankfurt (Oder) und Berlin, RE10 zwischen Leipzig und Frankfurt (Oder) über Cottbus und RB 43 zwischen Frankfurt (Oder) und Falkenberg (Elster) über Cottbus. Zudem ist der Bahnhof Anfangs- und Endhaltestelle des RB92 von und nach Zielona Góra. Diese Linie ist wochenends teilweise bis Cottbus verlängert. Angestrebt wird eine Wiederaufnahme der historischen Strecke zwischen Leipzig und Poznan über Cottbus und Guben. Der Haltepunkt Guben-Nord (früher Groß Breesen) an dieser Strecke wurde 1995 geschlossen. Der Personenverkehr auf der Bahnstrecke Forst–Guben, an der auch der Haltepunkt Schlagsdorf lag, wurde 1981 eingestellt.
Es besteht ein PlusBus-Netz, das Guben mit Grano, Cottbus, Jänschwalde, Forst (Lausitz) und Grießen verbindet. Innerstädtisch verkehrt die Linie 890, während die Linie 895 grenzüberschreitend vom Bahnhof Guben zum Busbahnhof im polnischen Gubin verkehrt.

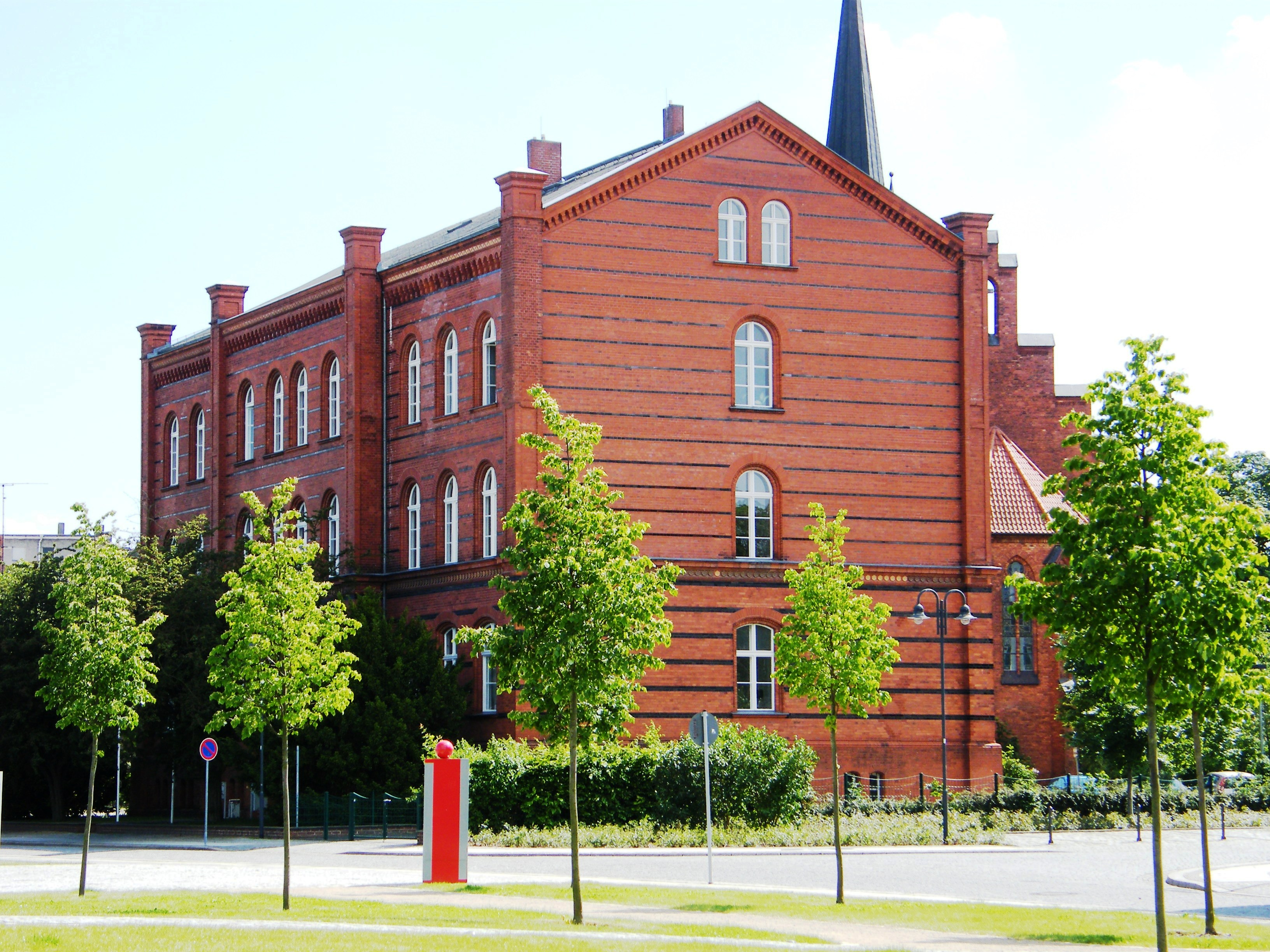
Amtsgericht

### Öffentliche Einrichtungen
In Guben befinden sich jeweils eine Zweig- bzw. Außenstelle des Amtsgerichts Cottbus, eine Außenstelle des Landratsamtes des Landkreises Spree-Neiße, eine Zweigstelle der Agentur für Arbeit Cottbus, ein Revier der Bundespolizei und ein Zollamt.

### Sport
Die Fußballmannschaften des Breesener SV Guben Nord (BSV Guben Nord) sowie des 1. FC Guben spielen in der Saison 2021/22 in der Brandenburger Landesliga Süd.

## Persönlichkeiten

### Söhne und Töchter der Stadt
Geboren bis 1900
- Johann von Guben (14. Jahrhundert), Stadtschreiber von Zittau und erster Chronist der Oberlausitz
- Sebastian Boetius (1515–1573), Theologe
- Christian Gueintz (1592–1650), Pädagoge und Grammatiker der Barockzeit
- Johann Crüger (1598–1662), Kirchenliederkomponist, Kantor der Berliner Nikolaikirche
- Johann Georg Hutten (1615–1683), Generalsuperintendent der Niederlausitz
- Johann Franck (1618–1677), Jurist, Bürgermeister von Guben, Kirchenliederdichter
- Johann Preuß (1620–1696), sozinianischer Theologe und Prediger
- Gottfried Kirch (1639–1710), Astronom
- Zacharias Brescius (1643–1697), Pfarrer
- Erdmann Uhse (1677–1730), Schriftsteller
- Christfried Kirch (1694–1740), Astronom und Kalendermacher
- Christine Kirch (1697–1782), Kalendermacherin und Astronomin
- Karl Friedrich von Langen (1737–1801), Generalmajor
- Corona Schröter (1751–1802), Schauspielerin im Umfeld von Goethe
- Johann Samuel Schroeter (1753–1788), Pianist und Komponist
- Johann Karl Friedrich Ollenroth (1788–1848), Mediziner
- Ernst Friedrich Poppo (1794–1866), Altphilologe und Pädagoge
- Reinhard Moritz Horstig (1814–1865), Philologe
- Friedrich Wilke (1829–1908), Unternehmer
- Bernhard Graser (1841–1909), Altphilologe und Diplomat
- Ludwig von Falkenhausen (1844–1936), Generaloberst, 1917–18 Generalgouverneur in Belgien
- Friedrich von Kracht (1844–1933), Generalleutnant
- Rudolf Heinrich (1845–1917), Kommunalpolitiker
- Otto Kuntzemüller (1847–?), Historiker
- Eduard Uhlenhuth (1853–1919), Fotograf
- Bernhard Weise (1853–1937), Architekt und Bauschätzer
- Alexander Tschirch (1856–1939), Pharmakologe
- James Aurig (1857–1935), Fotograf
- Otto Tschirch (1858–1941), Historiker, Gymnasiallehrer
- Bernhard Moritz (1859–1939), Orientalist
- Emil Engelmann (1861–1945), Lehrer und Heimatforscher
- Paul Kupka (1866–1949), Gymnasiallehrer, autodidaktischer Historiker und Prähistoriker
- Ludwig von Reuter (1869–1943), Admiral der kaiserlichen Marine, befahl 1919 ihre Versenkung in Scapa Flow
- Yoshitomo d. i. Karl Zimmer (1869–1935), Komponist, Chorleiter und Dirigent
- Erich Hoffmann (1871–nach 1937), Jurist, Verwaltungsbeamter und Politiker
- Gustav Kühn (1872–1951), Pädagoge und Maler
- Wilhelm Pieck (1876–1960), Politiker (KPD, SED), Präsident der DDR
- Wilhelm Siegfried (1876 – nach 1937), Politiker (Wirtschaftspartei)
- Hans Fontaine (1880–1958), Veterinärmediziner
- Willy Staniewicz (1881–1962), Chefkonstrukteur der Büssing AG und Nutzfahrzeugpionier
- Kurt Stiller (1881–1964), Ingenieur und Arbeitsschutzexperte
- Otto Droge (1885–1970), Architekt
- Ludwig Schröter (1886–1973), Beamter und Landrat
- Kurt Zweigert (1886–1967), Jurist, Richter am Bundesgerichtshof und am Bundesverfassungsgericht
- Johannes Jaenicke (1888–1984), Chemiker
- Richard Wienstein (1892–1937), Ministerialdirektor, Stellvertreter des Staatssekretärs und Chefs der Reichskanzlei
- Kurt Bietzke (1894–1943), Antifaschist und Widerstandskämpfer
- Hans Friede (1896–1978), Politiker (GB/BHE), Mitglied des Landtages von Schleswig-Holstein
- Martha Friedländer (1896–1978), Pädagogin in der Tradition der Reformpädagogik, Emigrantin
- Fritz Albrecht (1896–1965), Observator
- Otto Liederley (1899–1937), nationalsozialistischer Oberbürgermeister von Düsseldorf
- Dietrich Mende (1899–1990), Journalist, Publizist und Ministerialbeamter
- Helmut de Terra (1900–1981), Archäologe, Forschungsreisender und Geologe
- Werner Jöhren (1900–1959), Politiker (CDU), Schriftsteller und Verleger

Geboren ab 1901
- Kurt Knaak (1902–1976), Lehrer und Jugendschriftsteller
- Klaus Herrmann (1903–1972), Schriftsteller, Generalsekretär der Deutschen Schillerstiftung
- Heinz Richter (1903–1974), Jurist, Referatsleiter im RSHA und SS-Obersturmbannführer
- Heinz Gaedcke (1905–1992), Offizier der Reichswehr, Wehrmacht und Bundeswehr
- Gerhard Engel (1906–1976), Generalleutnant der Wehrmacht
- Irene Seiler (1910–1984), Fotografenmeisterin, Opfer des Nationalsozialismus
- Gerhard Goßmann (1912–1994), Graphiker und Illustrator
- Anselm Glücksmann (1913–1999), Jurist
- Johannes Breitmeier (1913–2002), Maler
- Heinz Bräuer (1916–2007), Pfarrer der evangelischen Friedensgemeinde Eisenhüttenstadt
- Heinz-Rudi Müller (1919–2005), Maler
- Marianne Rumpf (1921–1998), Volkskundlerin und Bibliothekarin
- Günter Liebig (1921–1962), Politiker (LDPD)
- Hanfried Schulz (1922–2005), Maler, Grafiker und experimenteller Künstler
- Karl-Heinz Berndt (1923–1993), Journalist und Schriftsteller
- Eberhard Berent (1924–2013), Germanist
- Siegfried Scholtyssek (1924–2005), Tierzüchter und Geflügelzuchtwissenschaftler
- Hans Joachim Schwagerl, (* 1926), Jurist
- Erika Puschnus (1927–1990), Politikerin (SPD)
- Dieter Vogt (1927–2020), Ichthyologe
- Helmut Jendreiek (1928–2006), Literaturwissenschaftler
- Heinz-Dieter Krausch (1928–2020), Geobotaniker und Gartenfloraexperte
- Wolfgang Nahrath (1929–2003), Politiker (NPD)
- Hans Krummrey (1930–2018), Epigraphiker
- Dieter Müller (1930–2015), SED-Funktionär
- Hans Nitschke (1930–2022), Schauspieler und Synchronsprecher
- Detlev Schwennicke (1930–2012), evangelischer Geistlicher und Genealoge
- Gerhard Benisch (* 1930), Ingenieur und Politiker (FDGB)
- Jutta-Regina Ammer (1931–2019), Fotografin und Malerin
- Hans-Joachim Stoll (1931–2015), Archäologe
- Karl-Wilhelm Lange (1933–2022), Kommunalpolitiker (SPD) und Verbandsfunktionär
- Carl-Ludwig Wolff (1933–2022), Journalist
- Hans-Joachim Mertens (1934–2022), Jurist und Hochschullehrer
- Martin Okrusch (* 1934), Mineraloge
- Martin Damus (1936–2013), Kunsthistoriker und Professor für Kunstgeschichte an der Universität Osnabrück
- Klaus Goldmann (1936–2019), Archäologe
- Lutz Jürgen Heinrich (1936–2022), Pionier der Wirtschaftsinformatik
- Albin Buchholz (* 1937), Musikwissenschaftler
- Gerhard Pohl (1937–2012), Minister für Wirtschaft der DDR
- W. H. Eugen Schwarz (* 1937), Chemiker und Hochschullehrer
- Horst Hanfland (* 1937), Technologe und Politiker (FDJ)
- Günter Guben (* 1938), Schriftsteller
- Joachim Lindner (1938–2024), Ingenieur
- Barbara Dittus (1939–2001), Schauspielerin
- Günter Hoffmann (* 1939), Radrennfahrer
- Alexander Ritter (1939–2021), Germanist
- Irmgard Gerlatzka (* 1939), Badminton- und Tennisspielerin
- Wolfgang Radt (* 1940), Klassischer Archäologe
- Klaus Stabach (* 1940), Fußballspieler
- Reinhard Bein (* 1941), Gymnasiallehrer, Historiker und Sachbuchautor
- Winfried Hofer (* 1941), Brigadegeneral des Heeres der Bundeswehr
- Harald von Boehmer (1942–2018), Immunologe
- Renate Herfurth (1943–2009), Graphikerin und Illustratorin
- Gerd Markus (* 1943), Staatsrat
- Volker Gerhardt (* 1944), Philosoph (Bioethik), Professor an der Humboldt-Universität zu Berlin
- Martin Korol (* 1944), Politiker (SPD, parteilos, BiW)
- Friedrich Prot von Kunow (* 1944), Diplomat, Botschafter in Brasilien
- Frank Merker (1944–2008), Maler und Grafiker
- Burkhard Mojsisch (1944–2015), Philosoph (Geschichte der Philosophie), Professor an der Ruhr-Universität Bochum
- Rainer Komers (* 1944), Filmemacher
- Marianne Spring-Räumschüssel (* 1946), Politikerin (AfD)
- Sigrid Noack (* 1947), Malerin und Graphikerin
- Lothar Thoms (1956–2017), Bahnradsportler
- Detlef Uibel (* 1959), Radsportler und -trainer
- Winfried Töpler (1962–2022), Archivar und Historiker
- Matthias Kistmacher (* 1963), Maler und Grafiker
- Frank Dietrich (1966–2011), Politiker (CDU)
- Antje Weithaas (* 1966), Violinistin
- Sven Petke (* 1967), Politiker (CDU)
- Ute Mückel (* 1967), Triathletin
- Viktoria Kaina (* 1969), Politikwissenschaftlerin
- Claudia Weber (* 1969), Historikerin und Hochschullehrerin
- Michael Kühnke (* 1973), Leichtathletiktrainer
- Danilo Hondo (* 1974), Radrennfahrer
- Ronny Jakubaschk (* 1979), Theaterregisseur
- Vincent Eugèn Noel (* 1980), Schriftsteller
- Sabrina Rattey (* 1980), Schauspielerin
- Daniel Münschke (* 1980), Politiker (AfD)
- Ska Keller (* 1981), Politikerin (Bündnis 90/Die Grünen)
- Angela Brodtka (* 1981), Radrennfahrerin
- Katharina Thewes (* 1983), Handballspielerin
- Franziska Steil (* 1984), Handballspielerin und -trainerin
- Mandy Hering (* 1984), Handballspielerin
- David Buchholz (* 1984), Fußballspieler
- Katja Hoyer (* 1985), Historikerin und Autorin
- Alexander Knappe (* 1985), Sänger
- Elisabeth Garcia-Almendaris (* 1989), Handballspielerin
- Anne Patzwald (* 1989), Rollstuhlbasketballspielerin
- Jerome Flaake (* 1990), Eishockeyspieler

### Mit Guben verbundene Persönlichkeiten
- Johann Gottlob Thierbach (1736–1782), Rektor des Lyzeums
- Friedrich Wilhelm Döring (1756–1837), Altphilologe, Rektor des Lyzeums der Stadt
- Michael Friedrich Erdmann Heym (1761–1842), Bürgermeister und Landesältester der Niederlausitz
- William Cockerill, Junior (1784–1847), englischer Textilmaschinen- und Wollfabrikant
- Friedrich Wilhelm Reimnitz (1803–1864), Direktor des Gymnasiums von Guben
- Ernst Vogel (1810–1879), Theologe, von 1840 bis 1864 Rektor der Stadtschule, ab 1864 Rektor des Lyzeums, 1848/49 Abgeordneter der Frankfurter Nationalversammlung
- Johann Gottfried Galle (1812–1910), Astronom, 1833 kurzzeitig Lehrer am Gymnasium
- Aemilius Wagler (1817–1883), klassischer Philologe, seit 1862 Direktor des Gymnasiums
- Hugo Jentsch (1840–1916), von 1869 bis 1913 Gymnasiallehrer und von 1913 bis 1916 Museumsdirektor in Guben
- Georg Kaempffe (1842–1880), Bürgermeister von Guben (1876–1880)
- Waldemar Dyhrenfurth (1849–1899), Staatsanwalt, Schöpfer des Bonifatius Kiesewetter
- Erich Zweigert (1849–1906), Jurist und Politiker, Bürgermeister in Guben
- Heinrich zu Schoenaich-Carolath (1852–1920), Standesherr, Landrat und Ehrenbürger von Guben
- Karl Gander (1855–1945), Lehrer und Heimatforscher, lebte von 1876 bis 1914 als Lehrer in Guben
- Wolfgang Kapp (1858–1922), Jurist, Verwaltungsbeamter, Landrat im Landkreis Guben von 1891 bis 1900, einer der Anführer des Kapp-Putsches 1920
- Alexander Lewin (1879–1942), Unternehmer und Kunstsammler, Generaldirektor der Berlin-Gubener Hutfabrik AG
- Otto Dibelius (1880–1967), evangelischer Theologe, 1906/1907 Hilfsprediger in Guben, von 1945 bis 1966 Landesbischof von Berlin-Brandenburg
- Werner Krauß (1884–1959), Schauspieler, gab 1903 sein Debüt am Stadttheater
- Heinrich Laß (1884–1936), Mitglied des Provinziallandtages von Brandenburg, Oberbürgermeister von Guben
- Paul von Hase (1885–1944), Generalleutnant der Wehrmacht, Regimentskommandeur in Guben 1938–1939, ermordeter Widerstandskämpfer vom 20. Juli 1944
- Friedrich Hielscher (1902–1990), Publizist, Religionsphilosoph, Widerständler gegen den Nationalsozialismus, wuchs in Guben auf
- Hasso von Boehmer (1904–1945), Oberstleutnant im Generalstab, Regimentsadjutant des Infanterieregiments 29 in Guben, ermordeter Widerstandskämpfer vom 20. Juli 1944
- Gerhard Grüneberg (1921–1981), Politiker der DDR, 1947–1949 Mitarbeiter der SED-Kreisleitung Guben